# Antiagrion
Antiagrion is een geslacht van libellen (Odonata) uit de familie van de waterjuffers (Coenagrionidae).

## Soorten
Antiagrion omvat 4 soorten:
- Antiagrion antigone Ris, 1928
- Antiagrion blanchardi (Selys, 1876)
- Antiagrion gayi (Selys, 1876)
- Antiagrion grinbergsi Jurzitza, 1974